# Lagynodes acuticornis
Lagynodes acuticornis är en stekelart som först beskrevs av Jean-Jacques Kieffer 1906.  Lagynodes acuticornis ingår i släktet Lagynodes och familjen trefåresteklar. Arten är reproducerande i Sverige. Inga underarter finns listade i Catalogue of Life.